# Баринов Валерій Олександрович
Валерій Олександрович Баринов (нар. 27 листопада 1945) — радянський і російський актор театру і кіно. Заслужений артист РРФСР (1987). Народний артист Російської Федерації (1999). Кавалер ордена Пошани (2006). Підтримує вторгнення Росії на Україну.

## Біографія
Народився 27 листопада 1945 р. в селі Жилине Володарського району (нині Орловський район) Орловської області. Закінчивши в 1968 Вище театральне училище імені М. С. Щепкіна, розпочав діяльність у театрі ім. О. С. Пушкіна в Ленінграде (нині — Александрінський театр). До 1974 року грав на ленінградській сцені.
Працював з режисером Р. Горяєвим, разом з ним поїхав в Москву, і з 1974 по 1988 складався в трупі Центрального Театру Радянської Армії (нині — Театр Російської Армії), який в ті роки очолював Р. Горяєв.
У 1988—1991 рр. — актор Театру ім. Пушкіна в Москві.
У 1992 р. перейшов до трупи Малого театру.
З 2005 року — актор Московського театру юного глядача.

## Громадянська позиція
У 2022 році підтримав вторгнення Росії на Україну та анексію окупованих територій України.

## Сім'я
Баринов двічі одружений. Від першого шлюбу — син Єгор Барінов, також актор. Друга дружина — Олена, дочка від другого шлюбу — Олександра, театрознавець.

## Творчість

### Ролі в театрі

#### Малий театр
- 1995 — «Цар Іван Грозний» А. К. Толстого —  Захар'їн-Юр'єв
- 1998 — «Скажені гроші» А. М. Островського —  Кучумов
- 1998 — «Трудовий хліб» А. М. Островського —  корпіла
- 1998 — «Підступність і кохання» Ф. Шиллера —  Президент
- 2001 — «Безодня» А. М. Островського —  Боровцем
- 2002 — «Корсіканка» І. Губач —  Наполеон

#### МТЮЗ
- «Скрипка Ротшильда» — Яків
- «Чорний монах» (Е.Песоцькій), реж. Кама Гінкас
- «Блазні Шекспирову» — Герцог, він же Просперо, він же Глостер
- «Леді Макбет нашого повіту» — Борис Тимофійович

#### Театр Кіноактора
- «Корсіканка» І. Губач

### Ролі в кіно
- 1969 — «Кроки по землі»
- 1973 — «Дотик»
- 1976 — «Строгови» — Влас Строгов
- 1978 — «Скляні намиста» — Самарцев
- 1979 — «Сватання гусара»
- 1981 — «Два рядки дрібним шрифтом»
- 1981 — «Родник» — Дронов
- 1982 — «Червоні дзвони» — Микола Ілліч Подвойський (серія" Я бачив народження нового світу")
- 1983 — «Господиня дитячого будинку» — Борис Максимов
- 1984 — «Хто сильніший його»
- 1984 — «Пан Великий Новгород» — тевтонський лицар
- 1985 — «П'ять хвилин страху»
- 1985 — «Вишневий вир» — Михайло Харламов
- 1985 — «Битва за Москву» — Микола Олександрович
- 1986 — «Замах на ГОЕЛРО» — Єгоров
- 1986 — «Перший хлопець»
- 1986 — «Зустрічна смуга»
- 1987 — «Везуча» — Григорій Петрович
- 1987 — «Ми ваші діти»
- 1987 — «Стаття»
- 1987 — «Під знаком Червоного Хреста» — Едуард Карташов
- 1987 — «У Криму не завжди літо»
- 1987 — «Замах» — Федя
- 1988 — «Абориген» — Фелікс
- 1988 — «І світло в темряві світить»
- 1988 — «Прости нас, сад...»
- 1988 — «В одній знайомій вулиці ...» — Петров
- 1989 — «Князь Удача Андрійович»
- 1989 — «Переддень (фільм)»
- 1990 — «У смузі прибою» — «Кіт» Бородулін
- 1990 — «Наутилус»
- 1990 — «Уроки наприкінці весни»
- 1991 — «Волкодав» — Корнєєв
- 1991 — «Гра на мільйони»
- 1991 — «Клан»
- 1991 — «Справа Сухово-Кобиліна» — слідчий
- 1992 — «Божевільна любов»
- 1992 — «Шаміль. Рай під тінню шабель» — генерал
- 1992 — «Тиша» — Биков
- 1993 — «Територія»
- 1993 — «Роман імператора»
- 1994 — «Петербурзькі таємниці» — Хлебонасущенський
- 1994 — «Квиток туди і назад»
- 1995 — «Будинок на камені»
- 1995 — «Принциповий і жалісливий погляд» — наречений
- 1996 — «Агапе» — Сава Тимофійович Беркутов
- 1997 — «Біснуваті»
- 1998 — «На ножах»
- 1998 — «Класик» — господар особняка
- 1998 — «Відображення»
- 1998 — «Сибірський Спас»
- 1998 — «Розв'язка Петербурзьких таємниць» — Хлебонасущенський
- 1999 — «Д.Д.Д. Досьє детектива Дубровського»
- 1999—2003 — «Прості істини»
- 2000 — «Марш Турецького» (4 серія «Синдикат кілерів»)
- 2000 — «Імперія під ударом» — Леонід Олександрович Рота (серії «Авель і Каїн» і «Велика княгиня»)
- 2000 — «Будинок для багатих»
- 2000 — «Третього не дано»
- 2001 — «Слід перевертня» — Олександр Григорович Акінфієв
- 2001 — «Чоловіча робота» — Шахов
- 2001 — «Не покидай мене, любов» — Глазирін
- 2002 — «Порода» — батько Анни
- 2002 — «Спадкоємець»
- 2002 — «Каменська» — Стоянов (серія «Чоловічі ігри»)
- 2002 — «Маска і душа»)
- 2002 — «Чоловіча робота 2» — Шахов
- 2002—2004 — «Шукшинські розповіді» (серія «В'яне-пропадає»)
- 2003 — «Баязет» — керуючий
- 2003 — «Марш Турецького» — полковник Зуєв (серія «Кривавий відпустку»)
- 2003 — «Найкраще місто землі» — тренер
- 2003 — «Євлампія Романова. Слідство веде дилетант»
- 2003 — «Next 3» — Борис Антонович Хомченко
- 2003 — «Замислив я втечу» — перший секретар райкому
- 2003 — «Смугасте літо»
- 2003 — «Безодня» — Боровцем
- 2003 — «Москва посміхається» (2003/2008)
- 2004 — «Водій для Віри» — генерал Клименко
- 2004 — «Диверсант» — генерал
- 2004 — «Гріхи батьків» — Григорій Андросов
- 2004 — «Російське» — професор Архипов
- 2004 — «Шахіст» — Удовенко
- 2004 — «Конвалія срібляста 2» — Тетерін (серія «Любов терапевта»)
- 2004 — «Моя Пречистенка» — Соколов
- 2004 — «Сищики-3» — Панорама (серія «Довга ніч мерця»)
- 2005 — «Мотузка з піску» — «Борода»
- 2005 — «Своя людина» — Лев Пилипович
- 2005 — «Дев'ять невідомих» — Андрій Радугин
- 2006 — «Андерсен. Життя без любові» — Трунар
- 2006 — «Самотнє небо» — Захарич
- 2006 — «Парк радянського періоду» — генерал Бурда
- 2006 — «Богиня прайм-тайму» — Віктор Петрович
- 2006 — «Секретні доручення»
- 2006—2007 — «Кадетство» — Олександр Михайлович Ноздрьов
- 2006 — «Гра в шиндай» — Олег Васильович
- 2006 — «Потрібна няня» — Анатолій Петрович
- 2006 — «Квиток в гарем»
- 2006 — «Самотність любові» — Федір Арнольдович Прадо
- 2007 — «Мільйонер мимоволі» — Максим Єгорович
- 2007 — «День виборів» — Бурдун
- 2007 — «Нічого особистого» — Зімін
- 2007 — «Хустки» — Іконніков
- 2007 — «Найкращий фільм» — Банкір, батько Насті
- 2007 — «Іванко» — водій таксі
- 2007 — «Скажена» — Ольховський
- 2007 — «Ігри в солдатики» — генерал
- 2007 — «Іронія долі. Продовження»
- 2007 — «Терміново в номер» — Резон, батько Світлани (серія «Метка вуду»)
- 2007 — «Скажені гроші» — Григорій Кучумов
- 2008 — «Контракт на любов» — Валерій Олександрович
- 2008 — «ГИБДД і т.д.» — генерал Калінін
- 2008 — «Псевдонім« Албанець » — 2» — Олександр Михайлович
- 2008 — «Дівчинка» — батько Томи
- 2008 — «Тільки повернися!» — Петро, батько Юлії
- 2008 — «Криза Віри» — Бурцев
- 2008 — «Дві сестри»
- 2008 — «Ланцюг» — Геннадій Наумович Фролов
- 2008—2010 — «Ранетки» — Савченко, директор школи
- 2009 — «Ігри для дорослих» — оперативник
- 2009—2011 — «Хмара над пагорбом» (серіал, Японія)" — Сергій Юлійович Вітте
- 2009 — "Ділки. Бути разом "-  Ігор Сергійович Шушенін
- 2009 — «Кромов'» — Мещерінов
- 2009 — «Як же бути серцю» — Петро Іванов, батько Анни
- 2009 — «Концерт» — Іван Гаврилов
- 2009 — «Шлях» — генерал-лейтенант
- 2009 — «Чорта з два»)
- 2009 — «На дотик» — дід Гліба
- 2010 — «Виходжу тебе шукати» — Євген Борисович Гаврилов
- 2010 — «Солдати 16. Дембель неминучий» — генерал-майор Васильєв
- 2010 — «Анжеліка» — Сергій Михайлович Гольцов
- 2010 — «Остання зустріч» — Ігор
- 2010 — «Вийшов їжачок з туману»
- 2010 — «Серце матері» — Афанасьєв, полковник
- 2010 — «Псевдонім «Албанець» 3» — Олександр Михайлович
- 2010—2011 — «Інститут шляхетних дівчат»
- 2011 — «Фурцева» — Георгій Костянтинович Жуков
- 2011 — «Бомбила»
- 2011 — «Як же бути серцю. Продовження» — Петро Іванов, батько Анни
- 2011 — «Новини» — Марк Стародубцев, гендиректор компанії ТСТ
- 2011 — «Останній акорд» — Микола Павлович Савченко, директор школи
- 2011 — «Контргра» — генерал Філін
- 2011 — «Будинок вітру» — Всеволод Степанович
- 2011 — «Шаповалов»
- 2011 — «Загадка для Віри»
- 2011 — «Чоловіча жіноча гра» — Іван Васильович
- 2012 — «Виходжу тебе шукати 2»
- 2012 — «Ангел в серці» — Григорій Дмитрович, батько Дмитра
- 2012 — «Кожен за себе» — Назар
- 2012 — «Красуня» — «Хазяїн» / Батиров
- 2012 — «Бідні родичі» — Сизов
- 2012 — «Федоров»
- 2013 — «розумник»
- 2013 — «Вчителі»
- 2013 — «околофутбол» — батько Тічер
- 2014 — «З чого починається Батьківщина» — Володимир Олександрович Стручков, начальник Начальник 1 ГУ КДБ СРСР
- 2015 — «Слава» — Анатолій Тарасов

### Озвучування мультфільмів
- 1998 — «Незнайко на Місяці» — Мігль (в 4, 5, 7, 9 і 11 серіях)

## Нагороди
- Орден Пошани (11 березня 2006 р.)[6] — за заслуги в галузі культури і мистецтва, багаторічну плідну діяльність
- Народний артист Росії (18 квітня 1999 р.) — за великі заслуги в галузі мистецтва
- Заслужений артист РРФСР (10 вересня 1987 р.)